# Блај Бонет
Блај Бонет (кат. Blai Bonet i Rigo) каталонски писац, рођен је 10. децембра 1926. године, а умро 21. децембра 1997. године, на Мајорки. Са 10 година почиње да похађа школу, где се упознаје са својим књижевним узорима Хомером, Хесиодом и Пиндаром. Млад оболева од туберколозе и лечи се у санаторијуму Кубет. Боравак у санаторијуму многи сматрају као инспирацију за његово најпознатије дело Море.

## Поезија
Формално је признат као песник 1950. године, захваљујући похвалама Бернарда Видала Томаса у каталонским новнама. Бонет је својим делима доказао да уме да користи радост и бол коју осећају хришћани у жељи да се сједине са Богом. Дело Четири песме Свете Недеље, донело му је славу као песнику.
У свом делу из 1952. године Између корала и шиљака, "Отвори у мору, стари рибари, да уђем у дах светлости са чамцима и боровима, сунце ће ме очистити од игре", он говори о мору и рибарима, као и играма које им вода приређује. Као и свако дело пре и после ове песме и ово садржи доста живописних описа околине, као и доста симбола. Песма се састоји од два дела која изражавају необичну двојност: корал и шиљак, који се односе на "крв" и "мистицизам", "море" и "земљу", здравље и болест, љубавника и вољеног и пун је љубави симбола које песник користи да изрази своју празнину пред недостатком своје вољене.
Година 1953. он пише Духовну песму, у којој са лакоћом спаја сензуалност и религиозност, као и густину и лакоћу реченица.

### Песме
- Четири песме Ускрса (1950)
- Између кораља и шиљака (1952)
- Духовна песма (1953)
- Комедија (1968)
- Еванђеље по једној од многих (1967)
- Чињенице (1974)
- Јесте ли икада видели, Јорди Бонет, да ли сте у сенци? (1976)
- Снага и зеленило (1981)
- Њујорк (1992)

## Романи
Најпознатији роман овог романописца јесте "Море", написано 1958. године, док је писац боравио у санаторијуму где се лечио од туберколозе. Роман говори о животу народа Шпаније, у послератном периоду. Живописним описима бива нам осликаван страх и беда народа. Смењују се приповедачки гласови, којима нам писац дочарава свет у коме свака морална вредност бива савладана својом супротношћу. "Море" важи за један од најбоњих лирских романа икада написаних на каталонском језику. По њему је Агусти Виљаронга снимио истоимени филм, представљен на Берлнском филмском фестивалу 2000. године.